# Plano, Trogir
Plano är en ort i Kroatien. Orten har 417 invånare (2011) och tillhör  administrativt staden Trogir i Split-Dalmatiens län.

## Geografi
Plano är beläget öster om tätorten Trogir och nordöst om Divulje. Terrängen vid Plano är kuperad. Åt väster och nordväst är terrängen kullig, karg och delvis överväxt av macchia. På sluttningarna åt söder och sydväst mestadels uppodlad jordbruksmark.  

## Kultur, samhälle och ekonomi
I den västra delen av Plano ligger Sankta Martas kyrka som tillhör Vår Fru av Ängelns romersk-katolska stift. Kyrkan uppfördes under 1900-talet och är belägen drygt en kilometer från den gamla kyrkan. Sankta Martas nya kyrka har ett klocktorn som är 250 meter högt. I orten finns även en pizzeria, värdshus, diskotek och hästklubb. 
I Plano ligger tillverkningsföretagen "Adria karton" (kartongtillverkning) och "Adria kamen" (stenhuggeri) samt bildelsförsäljarföretaget "Auto centar Nova". Turismnäringen med betoning på uthyrning av lägenheter och privatbostäder utgör en viktig del av den lokala ekonomin.

## Transport och kommunikationer
Strax söder om Plano går Adriamagistralen som är en del av riksväg D8. Vid Adriamagistralen finns en vägkorsning som i norrgående riktning leder mot Plano och vidare mot Prgomet där anslutning till motorväg A1 finns. Den södergående vägen från vägkorsningen leder mot Trogir. Till väster leder Adriamagistralen mot Primošten och i öster mot Split. Några få kilometer sydöst om Plano ligger Splits flygplats.

## Demografi
Av Planos 553 invånare är 293 kvinnor och 260 män (2011).
Befolkningsutveckling
| Planos befolkningsutveckling åren 1857–2011 Källa: Kroatiska statistiska centralbyrån |